# Witniczka (województwo lubuskie)
Witniczka – kolonia w Polsce położona w województwie lubuskim, w powiecie gorzowskim, w gminie Witnica.
W latach 1975–1998 miejscowość położona była w województwie gorzowskim.